# Batalha de Boyacá
A batalha de Boyacá em 1819 foi a batalha decisiva que garantiu o sucesso da campanha de Bolívar para libertar Nova Granada. A batalha de Boyaca é considerada o início da independência do norte da América do Sul, e é considerada importante porque levou às vitórias da batalha de Carabobo na Venezuela, Pichincha no Equador e Junín e Ayacucho no Peru.
Nova Granada adquiriu sua independência definitiva da monarquia espanhola, embora a luta com as forças monarquistas continuasse por anos.232–235  
Os generais de brigada Francisco de Paula Santander e José Antonio Anzoátegui lideraram um exército republicano combinado para derrotar em duas horas as forças monarquistas lideradas pelos coronéis espanhóis José María Barreiro e Francisco Jiménez.
A batalha ocorreu a 150 km de Bogotá, na Cordilheira dos Andes, em um local conhecido como Casa de Teja, próximo a uma ponte sobre o rio Teatinos e 3 estradas que levam a Samaca, Motavita e Tunja, área que hoje faz parte do Departamento de Boyacá.